# Bout-dehors
Ne doit pas être confondu avec Boutehors.

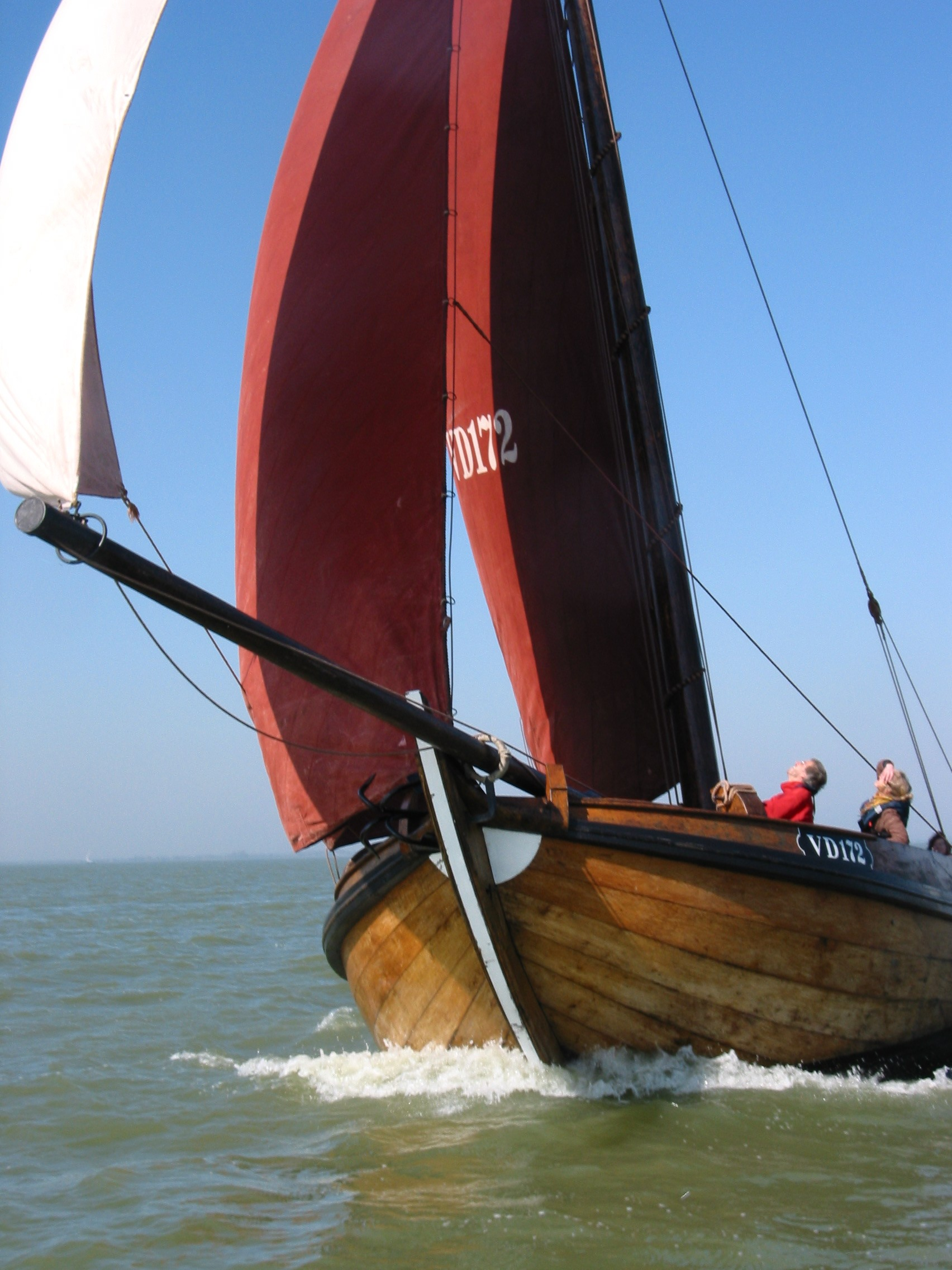
Boute-dehors sur un gréement traditionnel

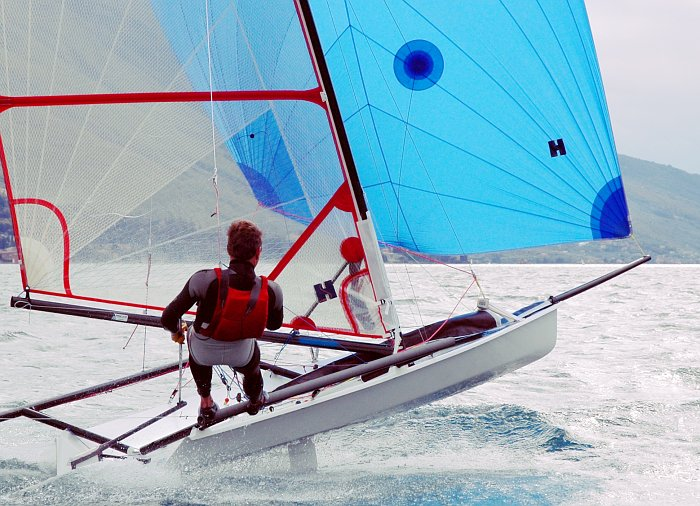
Le spinnaker asymétrique d'un skiff frappé sur le bout-dehors

Sur un bateau, le boute-dehors ou boute-hors (de bouter, porter) ou bout-dehors (terme contesté) est un espar fixe ou rétractable soit  pointant à l'avant d'un bateau dans l'axe du navire pour gréer des  voiles d'avant, soit initialement ajouté en bout de vergues du grand-mât et du mât de misaine sur les grands voiliers pour gréer des bonnettes.

## Historique
Depuis longtemps utilisé sur les voiliers anciens (au XIXe siècle le terme désigne « des sortes de petites vergues supplémentaires, placées sur l'avant des vergues principales [...] lorsqu'il y a lieu de soumettre à l'action du vent les voiles légères nommées bonnettes », il est de nouveau utilisé de plus en plus sur les voiliers modernes pour désigner un espar en tête de navire.

## Usages
Il sert essentiellement pour établir une voile (foc, génois, gennaker, etc.) très en avant du bateau et contribue comme le tangon de foc (ou bâton de foc) ou le tangon de spinnaker, à avancer le centre de voilure.
Le boute-dehors peut être maintenu en transversal par des « moustaches », et en vertical par une « sous-barbe ». Le bout-dehors est fréquemment maintenu par un blin, ferrure d'étrave formé d'un cercle rond.
Il est différent du beaupré qui est un mât sur lequel sont frappés à demeure le ou les étais à l'avant d'un grand voilier. Sur ce dernier était monté le bâton de foc et à la suite quelquefois un deuxième : le bâton de clinfoc ainsi que l'arc-boutant de martingale.